# Waldemar Ilberg

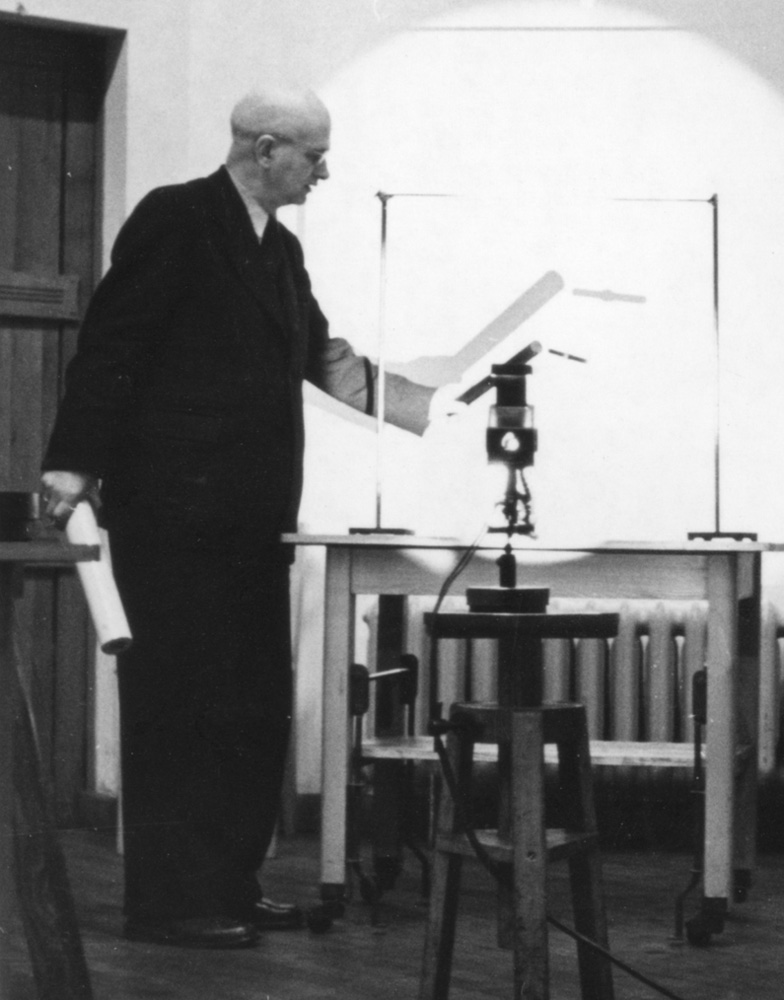
Waldemar Ilberg bei einer Vorlesung zur Experimentalphysik (ca. 1957)

Waldemar Georg Alphonse Ilberg (* 29. Januar 1901 in Leipzig; † 2. November 1967 ebenda) war ein deutscher Physiker.

## Leben
Waldemar Ilberg war der Sohn von Johannes Ilberg, 1916–1924 Rektor des Königin-Carola-Gymnasiums Leipzig, und seiner Ehefrau Johanna, geborene Devrient. Ab 1916 besuchte er das Königin-Carola-Gymnasium, das er 1920 mit dem Reifezeugnis verließ. Er studierte anschließend an der Universität Leipzig bis 1923 Mathematik, Physik und Astronomie. Von 1924 bis 1925 arbeitete er als wissenschaftlicher Hilfsassistent und von 1925 bis 1929 als wissenschaftlicher Assistent am Physikalischen Institut der Universität Leipzig. 1925 promovierte er an der Universität Leipzig bei Otto Wiener zum Dr. phil. mit Untersuchungen über den elektrooptischen Kerr-Effekt.
Von 1929 bis 1945 war er Physiker bei der Telefunken GmbH Berlin, wo er ab 1930 das physikalische Laboratorium leitete.
1945 kehrte er an das Leipziger Institut zurück und habilitierte sich 1947 für das Fach Physik. Von 1947 bis 1951 hatte er eine Professur für Elektrophysik an der Mathematisch-Naturwissenschaftlichen Abteilung der Philosophischen Fakultät der Universität Leipzig inne, und nach deren Umorganisation war er von 1951 bis 1966 Professor mit Lehrstuhl für Experimentalphysik an der Mathematisch-Naturwissenschaftlichen Fakultät der Universität Leipzig.
Von 1951 bis 1966 war er zugleich Direktor des Physikalischen Instituts. In seine Amtszeit fällt der Neubau des heutigen Physikalischen Instituts, der abschnittsweise zwischen 1952 und 1956 erfolgte und den er leitete. Ihm ist auch der Aufbau der Vorlesungsversuche zur Experimentalphysik zu verdanken.

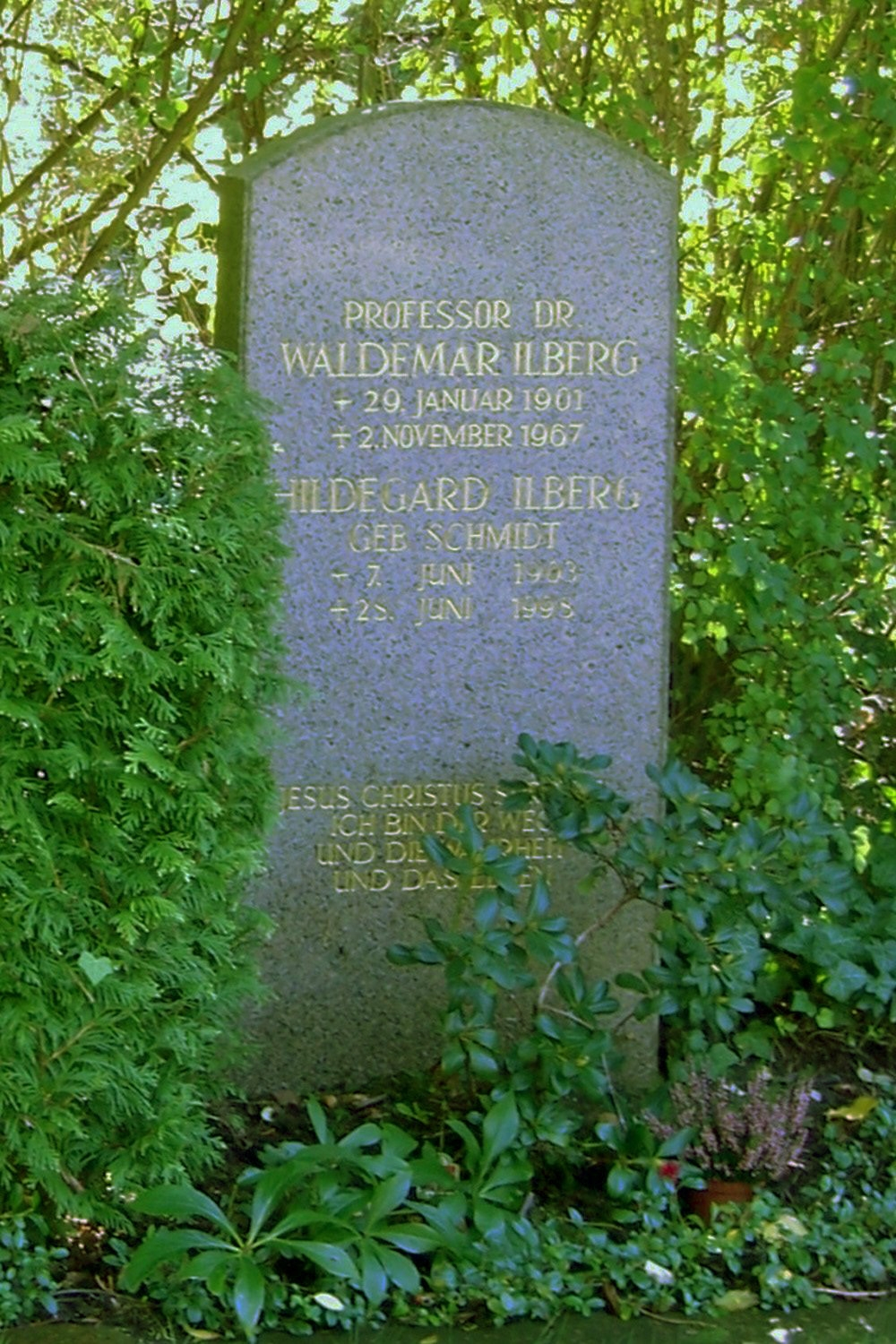
Sein Grab auf dem Südfriedhof in Leipzig

In den Jahren 1951–1953 war Ilberg Prodekan der Mathematisch-Naturwissenschaftlichen Fakultät der Universität Leipzig. Seit 1959 war er Mitglied im Wissenschaftlichen Rat des Ministeriums für Volksbildung der DDR und seit 1960 Mitglied des wissenschaftlichen Beirates für Physik beim Staatssekretariat für das Hoch- und Fachschulwesen.
1959 erhielt er den Vaterländischen Verdienstorden in Bronze, 1961 die Dr.-Theodor-Neubauer-Medaille in Gold verliehen.

## Schriften (Auswahl)
Aufsätze
- Zur Bestimmung der Kernkonstanten optisch aktiver Körper. In: Zeitschrift für Physik, Bd. 26 (1925), S. 901–908, ISSN 0044-3328.
- Vergleich von Selen- und Fotozellen. In: Zeitschrift für Physik, Bd. 30 (1929), S. 801–804, ISSN 0044-3328.

Monographien
- Drahtlose Telegraphie und Telephonie in ihren physikalischen Grundlagen (Mathematisch-Physikalische Bibliothek/1; Bd. 62). Teubner, Berlin 1925.
- Physikalisches Praktikum für Anfänger. Teubner, Leipzig 1967.